# Тобино (Ленинградская область)
То́бино — деревня в Шумском сельском поселении Кировского района Ленинградской области.

## История
Впервые упоминается в Писцовой книге Водской пятины 1500 года как деревня Тобино в Егорьевском Теребужском погосте Ладожского уезда.
Затем за князь Данилом Мышецким деревня Тобина упоминается в Дозорной книге Водской пятины Корельской половины 1612 года.
На карте Санкт-Петербургской губернии Ф. Ф. Шуберта 1834 года она обозначена как деревня Тобино, состоящая из 20 крестьянских дворов.
На картах Ф. Ф. Шуберта 1844 года и С. С. Куторги 1852 года обозначена деревня Тобино, также из 20 дворов.

ТОБИНО — деревня барона Вилье, князя Урусова и госпожи Куломзиной, по просёлочной дороге, число дворов — 23, число душ — 74 м. п. (1856 год)

ТОБИНО — деревня владельческая при колодцах, число дворов — 22, число жителей: 95 м. п., 101 ж. п.  (1862 год)

В 1884—1885 годах временнообязанные крестьяне деревни выкупили свои земельные наделы у Н. Г. Кознакова и стали собственниками земли.
Согласно материалам по статистике народного хозяйства Новоладожского уезда 1891 года пустоши при селении Тобино площадью 2269 десятин принадлежали наследнице генерал-лейтенанта Н. Г. Кознаковой и были приобретены до 1868 года.
В конце XIX века деревня административно относилась к Шумской волости 1-го стана Новоладожского уезда Санкт-Петербургской губернии, в начале XX века — 4-го стана.
По данным «Памятной книжки Санкт-Петербургской губернии» за 1905 год деревня Тобино входила в Сарское сельское общество.
Согласно военно-топографической карте Петроградской и Новгородской губерний издания 1915 года в деревне Тобино была ветряная мельница.
С 1917 по 1924 год деревня Тобино входила в состав Войбокальского сельсовета Шумской волости Волховского уезда.
С 1924 года в составе Рындельского сельсовета.
Согласно данным переписи населения СССР 1926 года в деревне Тобино проживали 309 человек — все русские.
С 1927 года в составе Мгинского района.
В 1928 году население деревни Тобино также составляло 309 человек.
По данным 1933 года деревня Тобино входила в состав Рындельского сельсовета Мгинского района.

План деревни Тобино. 1941 год

Согласно топографической карте РККА 1941 года деревня называлась Тобина и насчитывала 57 дворов.
С 1954 года в составе Ратницкого сельсовета.
В 1958 году население деревни Тобино составляло 70 человек.
С 1960 года в составе Волховского района.
По данным 1966 и 1973 годов деревня Тобино находилась в подчинении Шумского сельсовета Волховского района.
По данным 1990 года деревня Тобино входила в состав Шумского сельсовета Кировского района.
В 1997 году в деревне Тобино Шумской волости проживали 20 человек, в 2002 году — 17 человек (все русские).
В 2007 году в деревне Тобино Шумского СП — 17, в 2010 году — 24 человека.

## География
Находится в восточной части района на автодороге 41К-540 (Войбокало — Тобино).
Расстояние до административного центра поселения — 6 км.
Расстояние до ближайшей железнодорожной станции Войбокало — 6 км.
Деревня граничит с землями запаса Шумского сельского поселения.

## Демография
| 1862 | 2007 | 2010 | 2011 | 2017 |
| ---- | ---- | ---- | ---- | ---- |
| 196  | ↘17  | ↗24  | ↘8   | ↗18  |

## Инфраструктура
По данным администрации на 2011 год деревня насчитывала 30 домов.